# Wysszaja liga czempionata SSSR po futbołu (1985)
Rozgrywki radzieckiej wyższej ligi w sezonie 1985 były czterdziestymi siódmymi w historii radzieckiej pierwszej ligi. W rozgrywkach wzięło udział osiemnaście drużyn, w tym dwie, które awansowały z drugiej ligi – Fakieł Woroneż i Torpedo Kutaisi. Po sezonie pierwszą ligę zmniejszono do szesnastu drużyn. Mistrzowski tytuł po raz 11-ty wywalczyła drużyna Dynama Kijów. Królem strzelców ligi został Ołeh Protasow z Dnipra Dniepropetrowsk, który zdobył 35 goli.

## Drużyny
| Drużyna          | Miasto           | Republika          | Stadion                       | Pojemność | Pozycja w 1984 |
| ---------------- | ---------------- | ------------------ | ----------------------------- | --------- | -------------- |
| Ararat           | Erywań           | Armeńska SRR       | Stadion Hrazdan               | 55,000    | 11.            |
| Czornomorec      | Odessa           | Ukraińska SRR      | Stadion Centralny w Odessie   | 34,000    | 4.             |
| Dinamo           | Moskwa           | Rosyjska FSRR      | Stadion Dinamo                | 36,540    | 16.            |
| Dinamo           | Tbilisi          | Gruzińska SRR      | Stadion Borisa Paiczadze      | 58,000    | 7.             |
| Dnipro           | Dniepropetrowsk  | Ukraińska SRR      | Stadion Meteor                | 24,300    | 3.             |
| Dynama           | Mińsk            | Białoruska SRR     | Stadion Dynama Mińsk          | 41,000    | 5.             |
| Dynamo           | Kijów            | Ukraińska SRR      | Stadion Dynamo                | 30,000    | 10.            |
| Fakieł           | Woroneż          | Rosyjska FSRR      | Stadion Centralny Profsojuzow | 24,000    | D1, 1.         |
| Kajrat           | Ałma-Ata         | Kazachska SRR      | Stadion Centralny             | 25,000    | 8.             |
| Metalist         | Charków          | Ukraińska SRR      | Stadion Metalist              | 30,000    | 12.            |
| Neftçi           | Baku             | Azerbejdżańska SRR | Stadion Tofika Bachramowa     | 30,000    | 15.            |
| SKA              | Rostów nad Donem | Rosyjska FSRR      | SKA SKWO                      | 27,300    | 14.            |
| Spartak          | Moskwa           | Rosyjska FSRR      | Łużniki                       | 84,745    | 2.             |
| Szachtar         | Donieck          | Ukraińska SRR      | Stadion Szachtar              | 31,700    | 13.            |
| Torpedo          | Kutaisi          | Gruzińska SRR      | Stadion Giwiego Kiladze       | 19,400    | D1, 2.         |
| Torpedo          | Moskwa           | Rosyjska FSRR      | Łużniki                       | 84,745    | 6.             |
| Zenit Petersburg | Leningrad        | Rosyjska FSRR      | Stadion Pietrowski            | 21,745    | 1.             |
| Žalgiris         | Wilno            | Litewska SRR       | Stadion Žalgiris              | 15,000    | 9.             |

## Tabela końcowa sezonu
| Lp. | Drużyna                | M  | Z  | R  | P  | Bramki | Bramki | Różn. | Pkt | Uwagi                                   |
| --- | ---------------------- | -- | -- | -- | -- | ------ | ------ | ----- | --- | --------------------------------------- |
| 1   | Dynamo Kijów (M)       | 34 | 20 | 8  | 6  | 64     | 26     | +38   | 48  | Puchar Europy • 1/16 finału             |
| 2   | Spartak Moskwa         | 34 | 18 | 10 | 6  | 72     | 28     | +44   | 46  | Puchar UEFA • 1/32 finału               |
| 3   | Dnipro Dniepropetrowsk | 34 | 16 | 11 | 7  | 71     | 41     | +30   | 42  | Puchar UEFA • 1/32 finału               |
| 4   | Dynama Mińsk           | 34 | 16 | 9  | 9  | 40     | 31     | +9    | 41  | Puchar UEFA • 1/32 finału               |
| 5   | Torpedo Moskwa         | 34 | 13 | 10 | 11 | 42     | 40     | +2    | 36  | Puchar Zdobywców Pucharów • 1/16 finału |
| 6   | Zenit Leningrad        | 34 | 14 | 7  | 13 | 48     | 38     | +10   | 35  |                                         |
| 7   | Žalgiris Wilno         | 34 | 12 | 11 | 11 | 43     | 49     | −6    | 34  |                                         |
| 8   | Dinamo Tbilisi         | 34 | 11 | 10 | 13 | 34     | 39     | −5    | 32  |                                         |
| 9   | Kajrat Ałmaty          | 34 | 11 | 13 | 10 | 31     | 28     | +3    | 32  |                                         |
| 10  | Metalist Charków       | 34 | 12 | 7  | 15 | 39     | 55     | −16   | 31  |                                         |
| 11  | Torpedo Kutaisi        | 34 | 11 | 9  | 14 | 40     | 51     | −11   | 31  |                                         |
| 12  | Szachtar Donieck       | 34 | 10 | 12 | 12 | 46     | 45     | +1    | 30  |                                         |
| 13  | Ararat Erywań          | 34 | 10 | 12 | 12 | 42     | 46     | −4    | 30  |                                         |
| 14  | Dinamo Moskwa          | 34 | 11 | 7  | 16 | 37     | 50     | −13   | 29  |                                         |
| 15  | Czornomoreć Odessa     | 34 | 11 | 7  | 16 | 44     | 65     | −21   | 29  |                                         |
| 16  | Neftçi PFK             | 34 | 9  | 11 | 14 | 30     | 40     | −10   | 28  |                                         |
| 17  | Fakieł Woroneż         | 34 | 9  | 9  | 16 | 24     | 45     | −21   | 27  | Spadek do Pierwoj Ligi                  |
| 18  | SKA Rostów nad Donem   | 34 | 7  | 7  | 20 | 36     | 60     | −24   | 21  | Spadek do Pierwoj Ligi                  |

Uwaga: Žalgiris Wilno i Dnipro Dniepropietrowsk zostały ukarane za przekroczenie dopuszczalnej liczby 10 remisów odjęciem 1 punktu, Szachtar Donieck i Ararat Erywań - 2, a Kajrat Ałma-Ata - 3.

## Najlepsi strzelcy
źródło: rsssf.com (ang.)
35 goli
- Ołeh Protasow (Dnipro)

14 goli
- Władimir Klemientjew (Zenit Petersburg)
- Siergiej Rodionow (Spartak M.)

13 goli
- Fiodor Czerienkow (Spartak M.)
- Ołeh Taran (Dnipro)

12 goli
- Ołeh Błochin (Dynamo K.)
- Wiktor Hraczow (Szachtar)
- Sigitas Jakubauskas (Žalgiris)

11 goli
- Hieorhij Kandracjeu (Dynama)
- Siergiej Wołgin (Kajrat)

## Nagrody
33 najlepszych piłkarzy ligi za sezon 1985:
Bramkarze
1. Rinat Dasajew (Spartak M.)
2. Mychajło Mychajłow (Dynamo K.)
3. Serhij Krakowski (Dnipro)

|  | Prawi obrońcy 1. Giennadij Morozow (Spartak M.) 2. Nikołaj Łarionow (Zenit) 3. Władimir Socznow (Spartak M.) | Prawi-środkowi obrońcy 1. Serhij Bałtacza (Dynamo K.) 2. Aleksandre Cziwadze (Dinamo T.) 3. Aleksandr Bubnow (Spartak M.) | Lewi-środkowi obrońcy 1. Boris Kuzniecow (Spartak M.) 2. Ołeh Kuzniecow (Dynamo K.) 3. Serhij Puczkow (Dnipro) | Lewi obrońcy 1. Anatolij Demjanenko (Dynamo K.) 2. Boris Pozdniakow (Spartak M.) 3. Arvydas Janonis (Žalgiris) |

|  | Prawi pomocnicy 1. Siarhiej Hocmanau (Dynama) 2. Hennadij Łytowczenko (Dnipro) 3. Iwan Jaremczuk (Dynamo K.) | Prawi-środkowi pomocnicy 1. Wołodymyr Bezsonow (Dynamo K.) 2. Siarhiej Alejnikau (Dynama) 3. Siergiej Wołgin (Kajrat) | Lewi-środkowi pomocnicy 1. Fiodor Czerienkow (Spartak M.) 2. Wasyl Rac (Dynamo K.) 3. Andrej Zyhmantowicz (Dynama) | Lewi pomocnicy 1. Ołeh Protasow (Dnipro) 2. Siergiej Dmitrijew (Zenit) 3. Ihor Biełanow (Dynamo K.) |

|  | Prawi napastnicy 1. Ołeksandr Zawarow (Dynamo K.) 2. Jurij Gawriłow (Spartak M.) 3. Wiktor Pasulko (Czornomorec) | Lewi napastnicy 1. Ołeh Błochin (Dynamo K.) 2. Hieorhij Kandracjeu (Dynama) 3. Siergiej Rodionow (Spartak M.) |

| Mistrz ZSRR w sezonie 1985 |
| -------------------------- |
| ZSRR                       |
| Dynamo Kijów 11 tytuł      |